# (22540) Mork
(22540) Mork (1998 FZ67) – planetoida z pasa głównego asteroid okrążająca Słońce w ciągu 4,88 lat w średniej odległości 2,88 j.a. Odkryta 20 marca 1998 roku.